# Thanatus philodromoides
Thanatus philodromoides är en spindelart som beskrevs av Lodovico di Caporiacco 1940. Thanatus philodromoides ingår i släktet Thanatus och familjen snabblöparspindlar.
Artens utbredningsområde är Somalia. Inga underarter finns listade i Catalogue of Life.